# レイタ郡 (アイダホ州)
レイタ郡（英: Latah County、[ˈleɪtə] LAY-tə）は、アメリカ合衆国アイダホ州の北中部に位置する郡である。人口は3万9517人（2020年）。郡庁所在地はモスコーであり、同郡で人口最大の都市である。モスコーには州の旗艦大学であり、土地付与大学でもあるアイダホ大学がある。コロンビア川盆地の中で広くうねりの多いプレーリーのような地形であるパルースの東部大半が入っており、農業が盛んである。レイタ郡はアメリカ合衆国議会の立法で成立したことではアメリカ合衆国の唯一の郡である。
1888年5月14日に設立され、郡内北西隅を流れるレイタ・クリークに因んで名付けられた。「レイタ」はネズ・パース語で「松の木とすりこぎの場所」という意味であり、ネズ・パース族インディアンがここでヒナユリの根を磨り潰すために適した石を見つけ、また作業を行うためにシロマツを日覆いにしたからだと言われている。
レイタ郡の全体がモスコー統計上小都市圏となっている。

## 地理
アメリカ合衆国国勢調査局に拠れば、郡域全面積は1076.89平方マイル (2,789.1 km2)であり、このうち陸地は1076.65平方マイル (2,788.5 km2)、水域は0.24平方マイル (0.6 km2)で水域率は0.02％である。

### 隣接する郡

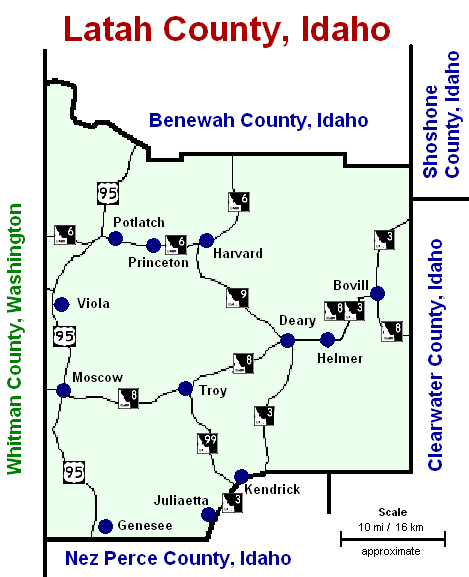

- ベネワ郡 - 北
- ショショーニ郡 - 北東
- クリアウォーター郡 - 東
- ネズパース郡 - 南
- ウィットマン郡 (ワシントン州) - 西

### 国立保護地域
- セントジョー国立の森（部分）

### 高規格道路
- - アメリカ国道95号線
- - アイダホ州道3号線
- - アイダホ州道6号線
- - アイダホ州道8号線
- - アイダホ州道9号線
- - アイダホ州道99号線

## 人口動態
以下は2000年の国勢調査による人口統計データである。
| 基礎データ - 人口: 34,935人 - 世帯数: 13,059 世帯 - 家族数: 7,770 家族 - 人口密度: 13人/km2（32人/mi2） - 住居数: 13,838軒 - 住居密度: 5軒/km2（13/mi2） 人種別人口構成 - 白人: 93.94% - アフリカン・アメリカン: 0.59% - ネイティブ・アメリカン: 0.75% - アジア人: 2.10% - 太平洋諸島系: 0.09% - その他の人種: 0.77% - 混血: 1.76% - ヒスパニック・ラテン系: 2.12% 先祖による構成 - ドイツ系：20.4％ - イギリス系：13.5％ - アイルランド系：8.7％ - アメリカ人：7.8％ - ノルウェー系：5.9％ | 年齢別人口構成 - 18歳未満: 20.3% - 18-24歳: 24.5% - 25-44歳: 26.9% - 45-64歳: 18.9% - 65歳以上: 9.5% - 年齢の中央値: 28歳 - 性比（女性100人あたり男性の人口） - 総人口: 107.5 - 18歳以上: 108.1 世帯と家族（対世帯数） - 18歳未満の子供がいる: 27.9% - 結婚・同居している夫婦: 50.5% - 未婚・離婚・死別女性が世帯主: 6.1% - 非家族世帯: 40.5% - 単身世帯: 26.3% - 65歳以上の老人1人暮らし: 6.3% - 平均構成人数 - 世帯: 2.38人 - 家族: 2.93人 収入と家計 - 収入の中央値 - 世帯: 32,524米ドル - 家族: 46,303米ドル - 性別 - 男性: 34,734米ドル - 女性: 24,886米ドル - 人口1人あたり収入: 16,690米ドル - 貧困線以下 - 対人口: 16.7% - 対家族数: 7.9% - 18歳未満: 10.2% - 65歳以上: 5.4% |

レイタ郡労働人口の40％はアイダホ大学または隣接するワシントン州プルマンにあるワシントン州立大学で働いている。

## 植物相と動物相
レイタ郡内には数多い種類の植物や動物がいる。セイヨウシロマツなど樹種も多い。動物種にはウスヒメドリやラフスキンド・イモリがいる。

## 政府と政治
レイタ郡は昔からアイダホ州の中でも政治的に競争の激しい郡である。アイダホ州自体は強力な共和党の地盤である。
2000年と2004年のアメリカ合衆国大統領選挙では、州内の他の郡と比較して最も低い率で共和党候補者に投票していた。ジョージ・W・ブッシュは2000年で郡内投票総数の53.3％を獲得したが、2004年では49.5％にまで落ち、一方民主党候補は37.0％から48.0％まで増やした。2000年の選挙で6.5％を得たラルフ・ネーダーは2004年に出馬していなかった。2008年大統領選挙では民主党候補のバラク・オバマが51.9%対45.1%で共和党のジョン・マケインを下した。2006年、アイダホ州憲法で同性同士の結婚を違法とする修正案についてレイタ郡では55.05％が反対した。この修正案は州全体では63.35％の賛成で成立した。大変人気のあるスキー・リゾート地域であり、アイダホ州では民主党の地盤の1つであるブレイン郡とレイタ郡の2郡だけがこの修正案に反対した。
郡内の選挙区を見ると、郡人口の64％集中し、大学町であるモスコー市では民主党がそこそこの差で勝つのが通常であり、郡内の他の田園部では共和党の強固な地盤である。

## 都市と町

### 都市

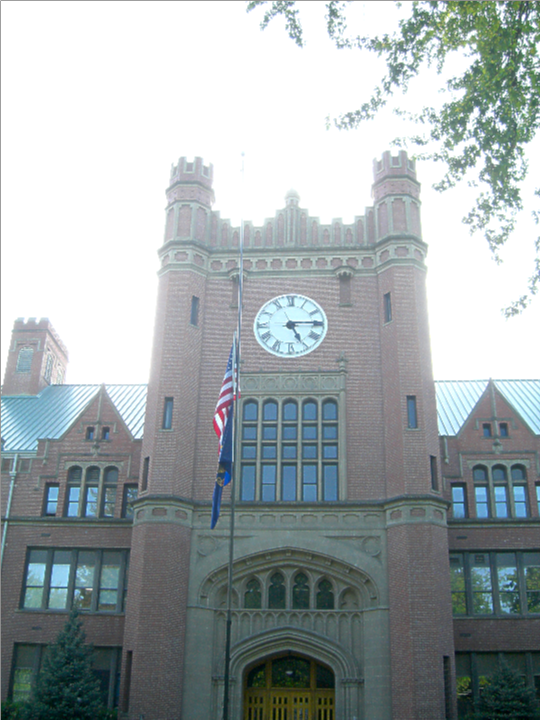
モスコー市にあるアイダホ大学管理棟、1909年建設

| 市名         | 人口 (2010年) | 標高              | 郵便番号 | 座標                                                                | 注         |
| ------------ | ------------- | ----------------- | -------- | ------------------------------------------------------------------- | ---------- |
| ボービル     | 260           | 2874 ft - (876 m) | 83806    | 北緯46度51分33秒 西経116度23分40秒 / 北緯46.85917度 西経116.39444度 |            |
| ディアリー   | 506           | 2874 ft - (876 m) | 83823    | 北緯46度48分0秒 西経116度33分31秒 / 北緯46.80000度 西経116.55861度  |            |
| ジェネシー   | 955           | 2680 ft - (817 m) | 83832    | 北緯46度33分4秒 西経116度55分39秒 / 北緯46.55111度 西経116.92750度  |            |
| ジュリエッタ | 579           | 1171 ft - (357 m) | 83535    | 北緯46度34分40秒 西経116度42分28秒 / 北緯46.57778度 西経116.70778度 |            |
| ケンドリック | 303           | 1240 ft - (378 m) | 83537    | 北緯46度36分52秒 西経116度39分1秒 / 北緯46.61444度 西経116.65028度  |            |
| モスコー     | 23,800        | 2579 ft - (786 m) | 83843    | 北緯46度43分54秒 西経116度59分50秒 / 北緯46.73167度 西経116.99722度 | 郡庁所在地 |
| オナウェイ   | 187           | 2621 ft - (799 m) | 83855    | 北緯46度55分43秒 西経116度53分21秒 / 北緯46.92861度 西経116.88917度 |            |
| ポトラッチ   | 804           | 2546 ft - (776 m) | 83855    | 北緯46度55分20秒 西経116度53分52秒 / 北緯46.92222度 西経116.89778度 |            |
| トロイ       | 862           | 2487 ft - (758 m) | 83871    | 北緯46度44分19秒 西経116度46分15秒 / 北緯46.73861度 西経116.77083度 |            |
| 合計         | 28,256        |                   |          |                                                                     |            |

### 未編入の町
- ビオラ

2000年国勢調査結果では、郡内未編入領域の人口は9,044人であり、郡人口の25.9％だった。